# 弗雷達鎮區 (北達科他州格蘭特縣)
弗雷達鎮區（英語：Freda Township）是位於美國北達科他州格蘭特縣的一個鎮區。

## 地方資料
弗雷達鎮區的面積為93.13平方千米，當中陸地面積為93.02平方千米，而水域面積為0.11平方千米。根據2020年美國人口普查的數據，當地共有人口14人，而人口密度為每平方千米0.15人。